# جنگ صلیبی هشتم
جنگ صلیبی هشتم (انگلیسی: Eighth Crusade) یا به تعبیر دیگر هشتمین جنگ صلیبی، در سال ۱۲۷۰ میلادی توسط لویی نهم پادشاه فرانسه و با تصرف ساحل قرطاجنه در تونس توسط صلیبیون آغاز گردید اما مقابله دولت حفصی که بر تونس حکم می راندند، سبب شد صلیبیون کاری از پیش نبرند و سرانجام پس از چندین ماه، این جنگ بدون نتیجه خاصی با مرگ لوئی نهم به‌پایان رسید.
در پی سقوط انطاکیه و دیگر شهرهای شام و انقراض   شاهزاده‌نشین انطاکیه به دست ممالیک مصر، پاپ کلمنت چهارم برای حفظ آخرین بقایای قلمرو صلیبیون در شام اقدام به فراخوان جنگ صلیبی دیگری کرد. لوئی نهم که همچنان پس از گذشت چهارده‌سال از بازگشتش به فرانسه به دلیل شکست و اسارتش در مصر، به فکر انتقام از مسلمانان و به ویژه مصریان بود، بر آن شد تا یک حمله جدید صلیبی به مشرق زمین تدارک ببیند. وی‌از پاپ خواست تا شاهان و امیران اروپا را به شرکت در یک حمله جدید صلیبی فراخواند. در پی فراخوان پاپ، برخلاف لوئی که شور و اشتیاق بسیاری برای تدارک و شرکت در این جنگ داشت، بیشتر پادشاهان و فرمانروایان اروپایی کوچک‌ترین تمایلی به حضور یا مشارکت در این حمله از خود نشان ندادند. سپس، لوئی که از کمک دیگران ناامید شده بود، بر آن‌شد تا به تنهایی و با بهره‌گیری از تسهیلات و حمایت کلیسا و پاپ دست به حمله بزند.
لوئی نهم، در ۱۲۷۰ پاریس را به قصد بندر ایگوس-مورتس واقع در جنوب فرانسه، که محل تجمع نیروها بود، ترک کرد. پس از سه ماه انتظار در ایگوس-مورتس، بندر را به سوی جزیره ساردنی ترک کردند. پس رسیدن به ساردنی و پیوستن نیروهای متحد لوئی، صلیبیون عازم تونس شدند و پس‌از دو ماه سفر دریایی، به سواحل قرطاجنه رسیدند و در خرابه شهر قدیمی کارتاژ مستقر شدند. در این زمان دولت حفصی که وارث خلافت موحدون بودند، در افریقیه بر سر قدرت بودند. شرایط سختی برای صلیبیون که در سواحل قرطاجنه مستقر بودند، رقم خورد. طی ماه‌های بعد اعلام جهاد علیه صلیبیون، شبیخون‌های حفصیان و بیماری در اردوگاه صلیبیون به وجود آمد و سرانجام با مرگ لوئی در ۲۵ اوت ۱۲۷۰ بر اثر بیماری، صلیبیون در شرایط سخت، مجبور به پیشنهاد صلح به محمد المستنسر، سلطان و خلیفه حفصی، شدند که پس از چند روز قرارداد صلح میان طرفین بسته شد و شرایط میان حفصیان و دول اروپایی به شرایط پیش از جنگ بازگشت.

## پیش‌زمینه

### جنگ صلیبی هفتم
پس از یه نتیجه نرسیدن جنگ ششم و فریدریش دوم، امپراتور مقدس روم، جنگ جدیدی تحت نظر پاپ اینوسنت چهارم برای تصرف مجدد اورشلیم و اشغال مصر  آغاز کرد؛ بنابراین هیئتی از چند مقام کلیسای اورشلیم، بیروت و انطاکیه رهسپار غرب شدند. لوئی نهم که در بستر بیماری به سر می‌برد، نذر کرد که پس از بهبودی دست به یک حمله صلیبی بزند. لوئی پس از ۳ سال تلاش و آماده کردن مقدمات، در ژوئن ۱۲۴۹ راهی قبرس  شد و سپس از آنجا به سمت دمیاط حرکت کرد و پس دو روز محاصره شهر، دمیاط توسط نیروهای صلیبی فتح شد. وی در اینجا بود که پیشنهاد ایوبیان مبنی بر معاوضه اورشلیم و دمیاط را رد کرد. در ادامه وی عازم شهر منصوره شد اما در نبردی که با بیبرس
داشت، شکست خورد و به همراه ۲ برادرش اسیر نیروهای ایوبی گشت. ممالیک قصد ادامه جنگ تا شکست نهایی صلیبیون را داشتند، اما به‌دلیل مشکلات داخلی و کودتا علیه ایوبیان در مصر، بیبرس، لوئی را پس از دریافت فدیه و شهر دمیاط آزاد کرد.

### دولت حفصیان
با فروپاشی دولت موحدون در مغرب و اندلس، قلمرو وسیع آن‌ها بین چهار دولت بنی‌مرین، بنی‌عبدالواد، بنی‌حفص و بنی‌الاحمر تقسیم شد. مهم‌ترین این دولت‌ها توسط فرزندان عبدالواحد حفصی شکل گرفت که خود از اصحاب عشره، یاران خاص ابن تومرت، بود که نقش مهمی در برقراری دولت حفصی داشت و فرزندان او نیز از عناصر اصلی دولت صد ساله موحدون بودند که نبردهایی همچون نبرد ناواس دتلوسا، سرکوب شورش ابن‌غانیه و نبرد تاجرا شرکت جستند که این سبب شد که سلطان ناصر بن یعقوب موحدی، حکومت افریقیه را به تازگی به قلمرو موحدون پیوسته بود، به فرزندان ابوحفص واگذار کند که این خود سرآغاز استقلال این خاندان بربری پس از ضعف دولت موحدون شد. با تضعیف و سقوط موحدون، دولت حفصی که در افریقیه برپا شد و خود را جانشین خلافت موحدون می‌دانست، در سال ۱۲۳۰ میلادی توسط ابو زکریا عبدالواحد استقلال یافت. بعد از او پسرش ابوعبدالله محمد که بزرگ‌ترین امیر دولت حفصی بود، از امیر مکه لقب خلافتی المستنصربالله گرفت و همهٔ دولت‌های مغرب و اندلس و دولت ممالیک مصر و شام با او بیعت کردند که چهار دهه حکومت او از شکوفاترین دوره‌های آن منطقه از تمدن اسلامی بود.

### شرایط شرق
با کشته شدن توران‌شاه، سلطان ایوبی، و برافتادن دولت ایوبیان در مصر به دست ممالیک، در این قلمرو دولت جدید و قدرتی توسط ممالیک بحری ــ که از فرماندهان و جنگاوران ترک بودند که نخست در جزء نیروهای پیشتاز صلاح‌الدین ایوبی قرار داشتند و سپس طی دوره‌های بعد به مراتب بالاتر سیاسی رسیدند ــ به رهبری شجر الدر در سال ۱۲۵۰ ظهور و شکل گرفت. با این حال پس از جنگ صلیبی هفتم، دول اسلامی درگیر دشمنی دیگر به‌نام امپراتوری مغول به رهبری هولاکوخان از جانب شرق شدند که پس از برانداختن خلافت عباسی در بغداد، به سمت غرب در حال پیشروی بود. اما ممالیک به رهبری سیف‌الدین قطز، توانستند مغولان را که تا آن زمان در عراق و شام شکست نخورده بودند، در نبرد عین‌جالوت شکست دهند و شرایط مناسبی برای برقراری قدرت بزرگ در مصر و شام ایجاد کنند که این اتفاق در دوره سلطان بعدی یعنی بیبرس رخ داد. وی پس از فارغ شدن از اختلافات میان ممالیک بحری و ممالیک معزی، جنگ فراگیری را علیه صلیبیون __ که در این زمان با مغولان در برابر ممالیک همکاری می‌کردند و حتی اجازهٔ ورود آنها را به قلعه‌های خود می‌دادند ــ در اراضی مقدس آغاز کرد. با این حال پس از چند جنگ با ایزابلا، حاکم بیروت صلح کرد تا تمرکز خود را معطوف به مسائل شمال آفریقا بکند.
بیبرس بین سال‌های ۱۲۶۳ و ۱۲۶۸ به دولت‌های صلیبی شام که تحت الحمایه مغولان بودند، یورش بود. وی شوالیه‌های هاسپیتالر و شوالیه‌های معبد را شکست داد و ارسوف، حیفا و برخی مناطق دیگر را در سال ۱۲۶۵ تصرف کرد. در سال بعد به پادشاهی ارمنی کیلیکیه یورش برد و شهرهای طرسوس، آدانا و موپسوئست را غارت کرد. سپس در سال ۱۲۶۷ عکا و در سال ۱۲۶۸ انطاکیه و یافا را تصرف کرد. به این ترتیب شاهزاده‌نشین انطاکیه منقرض گردید. در این زمان بیبرس متوجه تحرکات لوئی برای آغاز یک جنگ صلیبی دیگر شد. پس از یک سال متارکه جنگ با هیو سوم، پادشاه اورشلیم، به مصر بازگشت.

### لوئی نهم پس از جنگ صلیبی هفتم

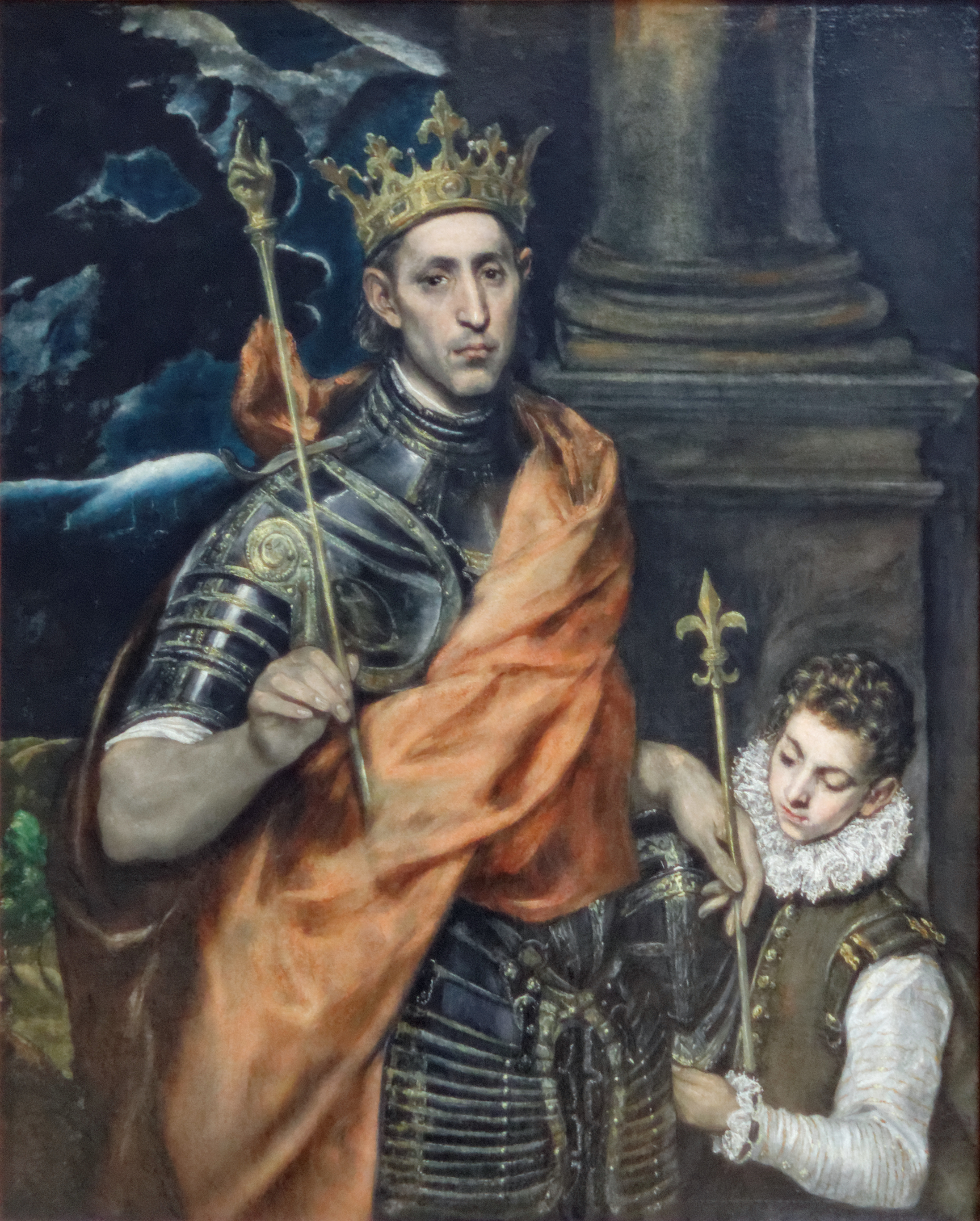
نگاره‌ای از لوئی نهم

پس از آزاد شدن لوئی، وی به عکا مقر نیروهای صلیبی بازگشت تا ضمن کمک به صلیبیون برای بازسازی مواضع دفاعی‌شان، منتظر فرصتی دوباره برای تدارک حمله‌ای دیگر به مسلمانان شود. وی ۴ سال در عکا، قیصریه و یافا ماند اما به‌علت بحران‌های فرانسه در بهار ۱۲۵۴ به پاریس بازگشت. در همین زمان بحران میان ممالیک و ایوبیان شام بر سر مالکیت مصر شدت گرفته بود که این باعث می‌شد تا یکی از طرفین درگیر با صلیبیون وارد گفتگو و مذاکره شده و گاه نیازهای پادشاه فرانسه را تأمین کند. اما درخواست مستعصم، آخرین خلیفه عباسی بغداد، از دو دولت ایوبیان و ممالیک مبنی بر صلح و آشتی با یکدیگر، لوئی را از بهره‌بردن از اختلافات آنها ناامید کرد و حتی همکاری وی با نزاریان شام و مغولان برای همکاری با صلیبیون برای شکست مسلمانان نیز در ابتدا مؤثر واقع نشد؛ بنابراین وی بدون دستاورد خاصی به سمت فرانسه بازگشت. با این حال وی قصد داشت پس از آرام کردن اوضاع داخلی فرانسه، دوباره به سمت شرق و اراضی مقدس حرکت کند تا کار نیمه‌تمام خود را به پایان برساند، اما به دلایلی از حرکت به سمت شرق منصرف شد و به هدف جدیدی که تونس بود، لشکرکشی کرد.
پس از آزاد شدن لوئی از بند ایوبیان، وی برای جبران شکست خود در جنگ هفتم خود را مهیا جنگی جدید علیه مسلمانان در شرق می‌کرد. بیبرس که در این زمان سلطان ممالیک در مصر بود، با آگاهی از تصمیم وی، اقداماتی نظیر محافظت از مصب نیل و گسترش و تقویت باروهای شهرهای بندری مصر و غیره انجام داد و منتظر حمله لوئی به مصر شد. اما لوئی که پیشتر قصد حمله به اراضی مقدس از مسیر مصر را داشت، به دلایلی از این کار منصرف و به سمت تونس که در دستان دولت حفصی بود، حرکت کرد.

## علل آغاز جنگ
در باب تغییر نظر لوئی از حمله به اراضی مقدس و مصر و توجه‌اش به تونس دلایل متعدد و مختلفی ذکر شده‌است که عبارتند از:
1. تحریک بازرگانان فرانسوی
2. موقعیت جدید تونس در جهان اسلام و انتقام شکست لوئی در مصر و پاسخ به تحقیر او توسط مستنصر
3. امید به مسیحی شدن تونس
4. پادشاه سیسیل، شارل آنژو[۱۰]

ابن خلدون در باب انگیزه اصلی صلیبیون برای حمله به تونس، به‌طور مجمل از تصرف سواحل شام توسط اروپاییان و آرزوی آن‌ها در بازپس‌گیری اورشلیم یاد کرده‌است. بازپس‌گیری اورشلیم در سال ۱۱۸۷ میلادی به‌دست صلاح‌الدین ایوبی و بازگشت متصرفات صلیبیون در شام به مسلمانان، باعث شد آن‌ها پس از گذشت سال‌ها، بار دیگر در اواسط قرن هفتم دور جدیدی از جنگ‌های صلیبی را برای استرداد اورشلیم آغاز کنند. اولین دور این حملات به مصر بود که به شکست صلیبیون در سال ۱۲۵۰ منتهی شد. لوئی نهم که رهبری جنگ را بر عهده داشت، به‌شدت تحقیر و در اسکندریه زندانی شد و سرانجام با هزینه‌ای سنگین و به شرط این‌که دیگر به خاک مسلمانان تجاوز نکند، آزاد گردید؛ اما اندکی بعد، نقص پیمان کرد و به بهانه سخت‌گیری سلطان حفصی نسبت به بازرگانان فرانسوی، به تونس حمله کرد.

### تحریک بازرگانان فرانسوی
ابن‌شماع دربارهٔ جزئیات داستان فرانسوی می‌گوید که شخصی از دربار حفصی ۳۰۰ هزار دینار طلا از تجار فرانسوی برای مدت معینی قرض کرده بود؛ اما هنگامی که آن‌ها چنین مطلبی را ادعا کردند، با انکار سلطان حفصی روبه‌رو شدند لذا به لوئی نهم شکایت بردند و او را به جنگ با تونس تحریک کردند. طرح تحریک تجار فرانسوی بهانه‌ای بود که شاه فرانسه برای حمله به تونس از آن استفاده کرد؛ زیرا زمانی که مستنصر از عزم لوئی برای حمله به تونس آگاه شد، گروهی را در سال ۱۲۶۹ همراه با مبالغی طلا نزد لوئی فرستاد تا مسئله بین بازرگانان را فیصله دهد و با مذاکره مانع از شروع جنگ شود. لوئی طلاها را گرفت و به حفصیان اعلام کرد که آماده جنگ در خاک خود باشند. در همین جلسه یکی از فرستادگان حفصی، شعری برای تحقیر لوئی بابت شکست در مصر خواند که خشم لوئی را برانگیخت و خود را برای حمله تونس آماده کرد.

### انتقام شکست در مصر و پاسخ به تحقیر او توسط مستنصر
دلیل و بهانه دیگر لوئی جنگ صلیبی هفتم بود که با شکستی مفتضحانه مواجه شد و تحقیر ناشی از آن همچنان بر دوش او سنگینی می‌کرد. وی در صدد معامله با مسلمانان برای بازپس‌گرفتن اورشلیم در برابر دمیاط بود، ولی از بیم تکرار آن تجربه، چشم از مصر برداشت و در پی آن بود تا آن شکست را در تونس جبران کند؛ زیرا تونس مورد توجه جهان اسلام قرار گرفته بود و خود را وارث حقیقی خلافت اسلامی معرفی می‌کرد؛ بنابراین حمله به تونس مانند حمله به نقطه‌ای صاحب نفوذ در جهان اسلام بود و او گمان می‌کرد که از این طریق می‌تواند خواسته‌های خود در مورد فلسطین را به اجرا درآورد. در حقیقت ترس صلیبیون از نزدیکی مصر و تونس، محرک واقعی لوئی برای حمله به تونس بود و صرف تحقیر لوئی در مراسمی با حضور سربازان حفصی، نمی‌توانست انگیزهٔ اصلی او باشد.

### امید به مسیحی شدن تونس
… به صاحب اختیار بگویید، من به حدی مشتاقم که به طیب خاطر حاضرم بقیه را در زندان مسلمانان باشم و دیگر روشنی آسمان را نبینم به شرط اینکه او به دین مسیح مشرف شود. ...

آلبر ماله، تاریخ قرون وسطا، ۳۶۳.
همچنین در رأس فعالیت‌های دول صلیبی، به ویژه اقدامات لوئی نهم، تلاش گسترده‌ای برای مسیحی کردن دولت‌های اسلامی بود. تونس از جمله حوزه‌های بسیار فعال این سیاست بود. از این رو، گروه‌های متعددی از راهبان و بزرگان کلیسای رم از آغاز پیدایش دولت حفصی، به ویژه از زمان روی کار آمدن مستنصربالله که روابط حسنه و دوستانه‌ای با دول مسیحی داشت، در شهرهای تونس، به تبلیغ مسیحیت مشغول بودند. از جمله مشهورترین این مبلغان، ریمون اول (۱۲۳۳–۱۳۱۰ م) بود. او بارها برای تبلیغ مسیحیت به شهرهای مختلف تونس سفر کرد، از سوی دیگر، مبلغان مسیحی، گروه زیادی از راهبان را متقاعد ساختند که مستنصر و بسیاری از علمای تونس آمادهٔ پذیرش مسیحیت هستند. برخی از محققان همچون رانسیمان، همین مبلغین مسیحی را از جمله عوامل مهم تحریک لوئی در حمله به تونس می‌دانند؛ در حالی که برخی معتقدند که مبلغان مسیحی بنا بر مصالح سیاسی دولت حفصی و حفظ روابط تجاری با جمهوری‌های ایتالیا، به خصوص ونیز و جنوا و نیز روابط خاص حفصی‌ها با پادشاهی سیسیل که با تسامح کاملی در جریان بود، به تونس رفت و آمد می‌کردند. با این حال فعالیت‌های مبلغان مسیحی از آغاز با مقاومت‌های جدی و خصومت‌آمیز مسلمانان روبه‌رو شد. فعالیت‌های ریمون اول (طراح عملیات مذهبی مسیحیان در شمال آفریقا) چندین بار در شهرهای تونس تحریم شد؛ حتی وی در بجایه توسط قاضی شهر به زندان افتاد و سپس تبعید شد و سرانجام مردم در همین شهر او را کشتند؛ بنابراین مسیحی شدن مستنصر به عنوان خلیفه حفصی در حالی که او در رأس حوزهٔ بزرگی از علما و فقها و دانشمندان مسلمان قرار داشت که حامی خلافت بودند، پذیرفتنی نیست. محققینی همچون برونشویک آن را خدعهٔ مستنصر می‌داند که برخی نویسندگان غربی همچون رانیسمان نیز بر آن صحه می‌گذاشته‌اند. رانیسمان در این باره می‌گوید:
لوئی به افسون برادر معتقد گشت که امیر تونس آماده قبول مسیحیت است و فقط یک قدرت‌نمایی کوچک کافی است تا او را جرگهٔ مسیحیان درآید. شاید رنج بیماری چشم، خرد لوئی را کور ساخته بود.
که حوادث بعدی تأییدی بر این نظریه بودند.

### پادشاه سیسیل، شارل آنژو
توسعه‌طلبی و مقاصد شخصی برادر لوئی نهم، شارل د آنژو که به تازگی از سال ۱۲۶۸ میلادی بر پادشاهی سیسیل دست یافته و درصدد تشکیل حکومت واحد در عرصهٔ مدیترانه بود، از دیگر عوامل تحریک لوئی در حمله به تونس شمرده شده‌است. دولت حفصی از زمان ابوزکریا، باج سالیانه‌ای به سیسیل می‌پرداخت که مستنصر از پرداخت آن خودداری کرد، لذا شاه سیسیل با شرکت در حملهٔ صلیبی به تونس، می‌توانست باج سالیانهٔ خود را دوباره برقرار سازد.
از طرفی نیز شارل، به بازپس‌گیری قسطنطنیه از بیزانس چشم داشت ولی با مخالفت لوئی، سرانجام رضایت داده که با او در حمله به تونس همراه گردد.
سابقهٔ روابط دوستانهٔ دولت حفصی با دولت سیسیل به زمان حاکمیت خاندان هوهنشتافن که از مخالفان سرسخت لوئی نهم و برادرش و دستگاه پاپ بودند، برمی‌گردد. صلیبیون، سیسیل را نقطه ضعفی برای جهان مسیحیت می‌دیدند و اقدامات زیادی برای تصرف آن‌جا و سقوط خاندان هوهنشتافن انجام دادند. سرانجام، کلیسا از برادر لوئی نهم حمایت کرد و او را در سیسیل روی کار آورد. در پی سقوط خاندان مزبور در جزیره سیسیل، معارضان و مخالفان حاکم جدید و گروهی از وفاداران آن خاندان به تونس رفتند. گویا گروهی از مخالفان شارل که در تونس تجمع کرده بودند، برای حمله به سیسل آماده می‌شدند؛ بنابراین لازم بود که صلیبیون پیش از عزیمت به شرق، هر گونه مانعی را از سر راه بردارند و به همین دلیل ناگریز شدند به دولت تونس که مخالفان آن‌ها را پناه داد بود، حمله کنند.
در ضمن دول مسیحی تحمل نداشتند تا شاهد ظهور قدرت جدیدی را در عرصهٔ خلافت اسلامی که بتواند ممالک اسلامی را متحد کند، باشند؛ به‌ویژه این‌که دولت بزرگ ممالیک که خود را وارث خلافت عباسی می‌دانست و بر مصر و شام حکومت می‌کرد و شبه جزیره عربستان را زیر نفوذ خود داشت، مشروعیت دولت حفصی را در غرب جهان اسلام پذیرفته بود. اگر این دولت باعث اتحاد پایدار نیروهای مغرب می‌شد، منافع مسیحیان در مدیترانه و اندلس به خطر می‌افتاد و در راه ادامهٔ فعالیت‌های آن‌ها مانع بزرگی می‌شد؛ بنابراین، وحشت از شکل‌گیری یک قطب قدرتمند اسلامی در تونس می‌تواند از مهم‌ترین علل حملهٔ لوئی به تونس باشد. حوادث بعد از جنگ نیز ثابت کرد که شکست لوئی در این نبرد از یک سو برای جهان مسیحی مصیبتی بزرگ و از دیگر سو نیز مایهٔ شادی و آرامش مسلمانان از ناحیه غرب بود.

## آمادگی قبل از جنگ

### سپاه صلیبی

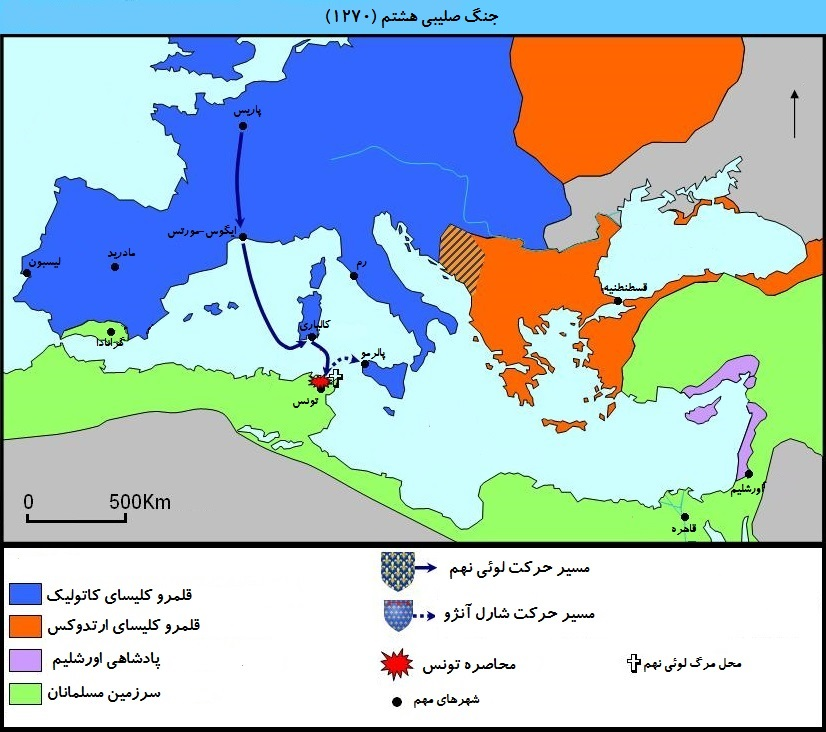
مسیر حرکت لوئی نهم به سمت تونس

پادشاه فرانسه، با بیان اهداف خود برای پاپ کلمنت چهارم، هفت تن از پادشاهان مسیحی را به تشکیل لشکر صلیبی دعوت کرد. پاپ اموال کلیسا را برای تأمین هزینه جنگ در اختیار لوئی قرار داد. منابع از افراد زیر در ترکیب سپاه صلیبی یاد کرده‌اند:
1. لوئی نهم به همراه سه فرزندش؛ جان یکم، هوگ دوازدهم و جان دوم
2. بردار لوئی، آلفونس، کنت پواتیه و تولوز
3. دختر و داماد لوئی، تئوبالد دوم ناوار و ایزابلا
4. کنتس شامپانی، ایزابلا
5. سفیر پاپ
6. پادشاه انگلستان، هنری سوم که خود در جنگ شرکت نکرد اما پسرش ادوارد را فرستاد ولی وی نیز به نیروهای فرانسوی نرسید
7. پادشاه آراگون، جیمز اول
8. کنت‌های سوآسون، سنت-پل، بریتانی و لا مارش
9. گروهی از راهبان که قصد سفر به اراضی مقدس داشتند.

سرانجام در ۲۴ مارس ۱۲۶۷ م، لوئی نشستی با بارون‌هایش برگزار کرد و در آنجا، خود و سه فرزندش صلیب برگرفتند. او که در آستانهٔ پنجاه سالگی قرار داشت، نیروی جوانی‌اش را از دست داده و این آخرین تلاشش برای رسیدن به بزرگترین آرزوی دوران جوانیش یعنی به‌دست‌آوردن اورشلیم بود. در همین حال، اعضای دربار سلطنت نیز با شرکت او در جنگ مخالفت می‌کردند، اگرچه در برابر پافشاری او، کاری از پیش نبردند.

### حرکت نیروها
نقطهٔ عزیمت نیروها از بندر ایگوس-مورتس (Aigues-Mortes) در جنوب فرانسه بود. مدت‌ها طول کشید تا همهٔ نیروها در این بندر مستقر و جمع شوند. در ژوئیه ۱۲۷۰ میلادی، ناوگان صلیبی حرکت خود را آغاز و همزمان نیز پادشاه آراگون شروع به حرکت از بندر بارسلون کرد، اما گرفتار طوفان شد و تعداد زیادی از کشتی‌های خود را از دست داد و مابقی بازماندگان به بارسلون بازگشتند. پادشاه انگلستان در نهایت تصمیم گرفت از شرکت در جنگ صلیبی چشم‌پوشی کند، ولی پسر خود ادوارد را برای کمک و رهبری صلیبی‌های انگلیسی به این جنگ روانه کرد که وی نیز با تأخیر به نیروهای صلیبی پیوست. ناوگان صلیبی پس از مشکلات پیش آمده برای آراگونی‌ها، ابتدا به سمت بندر کالیاری در جزیرهٔ ساردنی حرکت کرد و بعد از توقفی کوتاه در آن‌جا روانهٔ تونس شد و در ۱۸ ژوئیه و بدون هیچ مقاومتی وارد آب‌های قرطاجنه بندرگاه پایتخت افریقیه گردید که صلیبیون شبانه در محل مناسبی در سواحل قرطاجنه پیاده و در خرابه‌های شهر قدیمی کارتاژ __ که هنوز برخی خانه‌ها و بقایای کاخ باقی مانده بود __ مستقر شدند. شش ماه یا طبق برخی منابع ۴ ماه و دو روز، نیروهای صلیبی با کمک و پشتیبانی سیسیل، آمادهٔ حمله به تونس و تصرف آن‌جا بودند.
به نقل از ابن‌خلدون که پدرش شاهد عینی جنگ بود:
حدود شش هزار نیروی سواره و ۳۰ هزار نیروی پیاده با ناوگانی عظیم متشکل از ۳۰۰ کشتی کوچک و بزرگ وارد خاک تونس شدند.

## واکنش مسلمانان
مستنصر که عنوان خلیفهٔ مسلمین و امیرالمؤمنین یدک می‌کشید، زمانی که مطمئن شد که لوئی نهم مصمم به جنگ و تصرف تونس است، اعلام جهاد علیه صلیبیون نمود. وی در این زمان از آمادگی لازم برای مقابله با حملات صلیبیون برخوردار بود چرا که تمامی شورش‌های داخلی در سال‌های ۱۲۵۰، ۱۲۵۳، ۱۲۵۴ و ۱۲۶۶ را سرکوب و بر امور داخلی مسلط شده بود. همچنین وی توانسته بود حمایت همسایگان خود را جلب کند به‌گونه‌ای که بیبرس، سلطان ممالیک مصر به وی اعلام کرد درصدد تهیهٔ نیروهایی از اعراب برقه برای اعزام به تونس و کمک به مستنصر است. علاوه بر آن، مستنصر ضمن فراخوانی علما و بزرگان مغرب و اندلس از مهاجران و شیوخ موحدون، با آوردن آیهٔ جهاد در آغاز نامه‌های فراخوانی خود، مردم را بسیج کردند.
پیش از رسیدن صلیبیون به خاک تونس، شورایی از علما و بزرگان و فقها در دربار مستنصر تشکیل شد که از مهم‌ترین تصمیمات اولین جلسهٔ آن، زمین‌گیر کردن نیروهای صلیبی در ساحل قرطاجنه بود تا نتوانند به سایر نقاط ساحلی دسترسی پیدا کنند. گروهی از افراد این شورا اعتقاد داشتند، به هیچ‌وجه نباید به آن‌ها اجازه ورود به بندرگاه پایتخت داده شود. از دیگر اقدامات فوری حفصی‌ها، تشکیل سپاه مخصوص هزار نفری از نیروهای کارآمد با لباس مخصوص بود که اطراف محل سکونت مستنصر را تحت مراقبت داشتند؛ زیرا تونس با توجه به حضور انبود یهودیان و مسیحیان وضعیتی خاص داشت و بارها شایعه شده بود که خلیفه به قیروان فرار کرده‌است.

## آغاز جنگ و محاصره
با اعلام جهاد، انبوهی از نیروهای مردمی از نقاط مختلف قلمروی اسلامی به طرف تونس حرکت کردند که تعداد آن‌ها طبق گفتهٔ منابعی همچون ابن‌خلدون از شمار خارج بود. در میان نیروهای جهادی، نیروهای اعراب و ملوک مغرب حضور فعال و چشم‌گیری پیدا داشتند که هفت لشکر به فرمان‌دهی شیوخ موحدون تشکیل شد. در این حین اعراب چندین‌بار از طریق بحیره به محل استقرار نیروهای صلیبی شبیخون زدند. بحیره نقطهٔ سوق الجیشی بسیار مهمی بود که با استفاده از آنجا، مسلمانان می‌توانستند بندر قرطاجنه را به‌طور کامل در محاصره خود قرار دهند. لوئی در آغاز، تهدید مستنصر مبنی بر این که اگر خاک تونس را ترک نکند، با سپاهی صد هزار نفری روبه‌رو خواهد شد را جدی نگرفت؛ اما نخستین درگیری در سپتامبر ۱۲۷۰ رخ داد و ۵۰۰ تن از نیروهای صلیبی کشته شدند، که سبب شد روحیهٔ صلیبیون تقریباً در هم بشکند. افزون بر این‌که نیروهای مردمی و انبوهی از افرادی که نذر مرابطه داشتند، گروه گروه فرا می‌رسیدند و حلقهٔ محاصرهٔ صلیبیون را با حضور انبوه خود تنگ‌تر می‌کردند و کار را بر آنان سخت‌تر می‌ساختند. با این حال، لوئی درخواست صلح و ترک جنگ از سوی مستنصر را رد می‌کرد.

### شیوع بیماری و مرگ لوئی

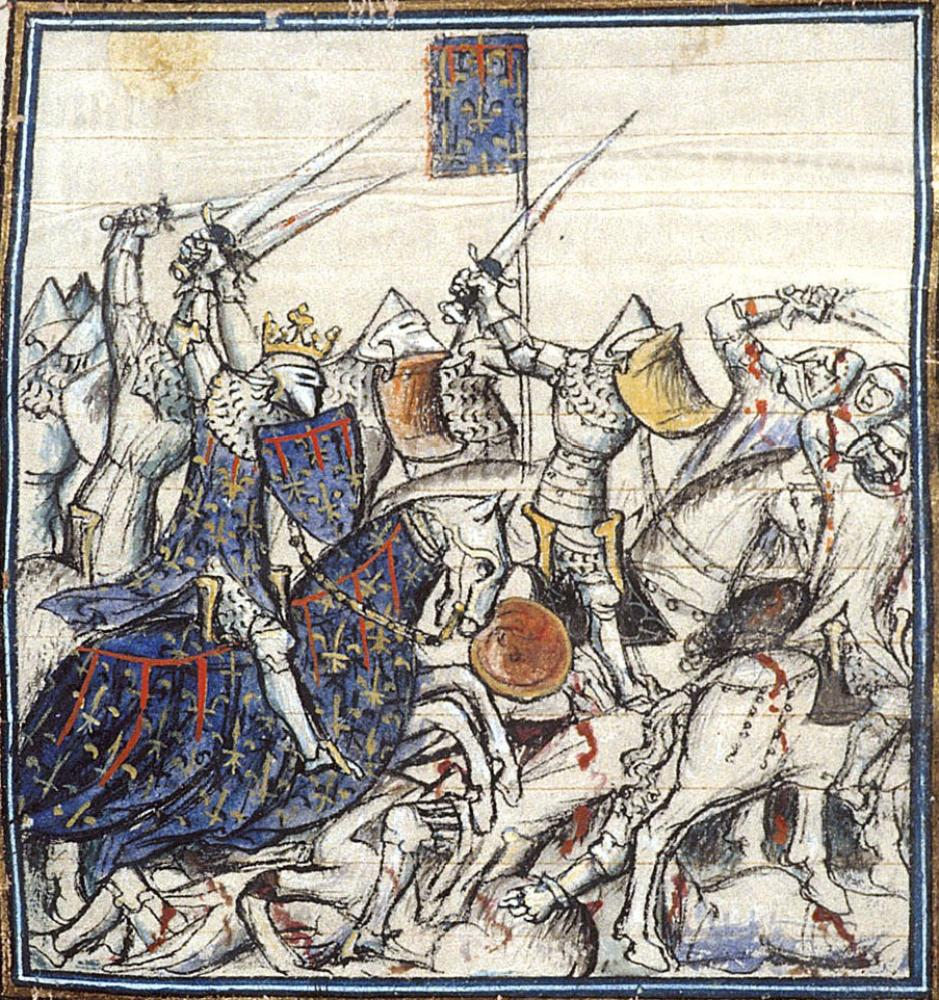
شارل د آنژو در نبرد با سارازن‌ها

اعلام جهاد و حضور انبوه گروه‌های مردم، استفادهٔ مناسب از موقعیت مهم و سوق الجیشی بحیره در محاصره کردن دشمن و استفاده از سلاح‌های مناسب شکست قطعی صلیبیون را در پی داشت. یکی از این سلاح‌ها نوعی منجنیق (منگونل) بود که گلوله‌های حاوی خاکستر آتشین بر سر دشمن می‌ریخت. این گلوله‌ها جراحات دردناکی در ناحیهٔ صورت و گلو ایجاد می‌کرد و باد، غبار و خاکستر را وارد مجاری تنفسی آن‌ها می‌کرد و باعث تنگی نفس و خشکی ریه و سرانجام عفونت آن می‌شد؛ آب آشامیدنی نیز با خاکستر آمیخته می‌شد و در اثر نوشیدن آن، تب و اسهال سراسر اردوگاه صلیبی را فرا می‌گرفت و شمار زیادی را هلاک می‌کرد. که نتیجه استفاده از این سلاح توسط مسلمانان قربانی شدن لوئی بود که ابتدا بیمار و سپس پس از مدتی درگذشت. مقداری از امعاء و احشاء و اجزای بدن او در ساحل کارتاژ و در محلی که به نام «مقبره سنت لوئی» معروف است، به خاک سپرده شد، و استخوان‌های وی در ماه مه سال ۱۲۷۱ م به کلیسای سن-دنی پاریس رسید و در آنجا به خاک سپرده شد.

### عقب‌نشینی صلیبیون
با مرگ لوئی و تنگ شدن حلقهٔ محاصره، صلیبیون در ساحل قرطاجنه زمین گیر و از نزدیک شدن تونس ناامید شدند. یأس، بیماری، بی آبی، بی غذایی و خستگی ناشی از ۴ یا ۶ ماه جنگ، شکست ناوگان شارل د آنژو، شاه سیسیل، برای دست یابی به بحیره و قطع تماس او با صلیبیون محاصره شده در قرطاجنه، آن‌ها را در تنگنای وحشتناکی قرار داد. مرگ لوئی بر شدت این بحران افزود؛ به طوری که برخی از منابع مرگ لوئی را تنها علت ترک تونس توسط صلیبیون دانسته‌اند. همچنین در متون عربی نیز آمده‌است که آن‌ها [صلیبیون] از این که در کار جنگ فروماندند، و فصل سرما نیز نزدیک بود، درخواست ترک مخاصمه کردند؛ و مستنصر این درخواست را به این شرط که خاک تونس را ترک کنند، پذیرفت. اما به تصریح برخی از منابع، چون وبا شایع شد و به اردوگاه مسلمین هم سرایت کرد، سلطان از ترس این که مبادا مجبور به ترک تونس شود، درخواست ترک مخاصمه را پذیرفت. صلیبیون دو روز بعد از پیمان، با به جا گذاشتن غنایمی، از جمله هشتاد دستگاه منجنیق، به سرعت سواحل قرطاجنه را ترک کردند.

## پیمان ترک مخاصمه
پیش از توافق بر سر ترک مخاصمه، اختلاف شدیدی بین سران و فقها و بزرگان دولت حفصی در مشروعیت این توافق و آتش‌بس درگرفت؛ به طوری که در یکی از جلسات گفت وگو، مستنصر خشمگین شد و دستور تعطیل آن جلسه را صادر کرد. به هر حال، برخی از افراد سرشناس و فقهای بزرگ، چون قاضی القضاة دولت حفصی ابن خبّاز و فقیه ابن عجلان و … از شرکت در جلسهٔ صلح و امضای آن خودداری کردند. برخی از منابع به مشکوک بودن معاهدهٔ به دلیل آن که هیچ‌کدام از مذاکرات توسط شیوخ موحدون صورت نگرفته‌است، اشاره کرده‌اند. یکی از مناظرات فقهی مهم در دورهٔ حفصی، مناظره بر سر این معاهده بود که بین ابن زیتون، کارگزار اصلی صلح، با یک فقیه مخالف آتش‌بس به نام احمد بن عجلان روی داد. در نوامبر ۱۲۷۰ میلادی گروهی از فقها در مجلسی بر مشروعیت معاهدهٔ شهادت دادند. ابوزیان محمد بن عبدالقوی امیر بنی‌توجین واسطهٔ عقد معاهده بین مسلمین و صلیبی‌ها بود.

### مفاد پیمان

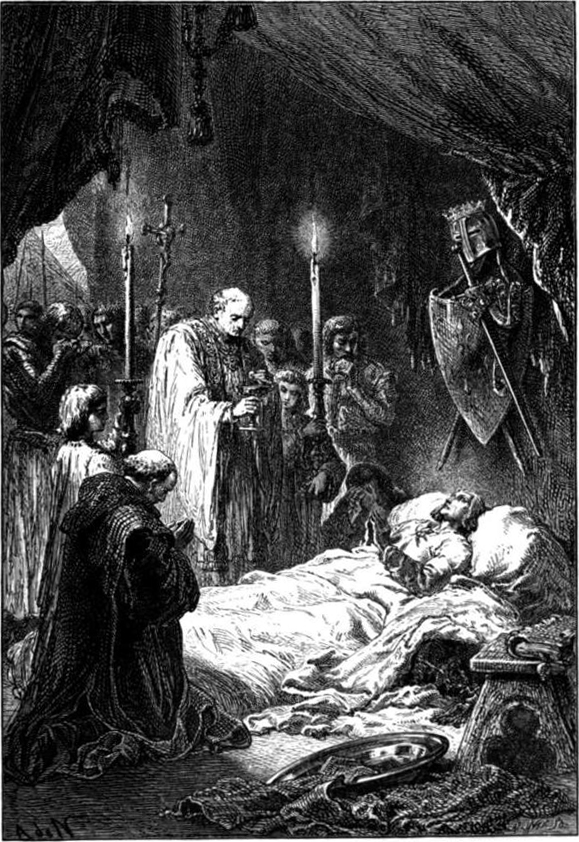
مرگ لویی نهم در خیمه‌اش در نزدیکی شهر تونس

1. برقراری صلح با دول شرکت‌کننده در جنگ؛
2. آزادی اسرا؛
3. امنیت متقابل از جمله بازرگانان و مسافران؛
4. ممنوعیت پناهندگی مخالفان؛
5. آزادی راهبان و کشیشان در تبلیغ و ساخت کلیسا در تونس؛[۴۳]
6. پرداخت غرامت جنگ توسط سلطان حفصی؛
7. ادامهٔ پرداخت باج سالیانه دولت حفصی به سیسیل؛
8. پرداخت ۱۱ قنطار طلا و ده قنطار نقرهٔ خالص در طی ۱۵ سال توسط دولت حفصی به صلیبی‌ها.[۴۴]

پرداخت غرامت جنگی و اموال زیادی که ابن خلدون آن را ده حِمْل مال، و برخی از منابع ۱۱۰۰ قنطار طلا و ۱۰ قنطار نقره گزارش نموده‌اند، خسارت بزرگی برای مردم تونس بود. ابن خلدون می‌نویسد: 
سلطان با پرداخت این مال از روی طیب نفس، مردم را مغبون ساخت.
 از آثار مخرب جنگ برای تونس، کاستن بنیهٔ مالی دولت حفصی بود. مبالغ هنگفتی صرف هزینهٔ جنگ و خرج نیروهای شرکت‌کننده در آن شد، به تصریح برخی از منابع همهٔ اموالی که ابو زکریا پدر مستنصر جمع کرده بود، تلف شد. گویا علی‌رغم هزینهٔ سنگینی که بر دولت نوپای حفصی تحمیل شد، این دولت آرامش و ثباتی را که برای بقای خود نیاز داشت، به دست آورد. چند ماه بعد از پیمان صلح، روابط دوستانهٔ مستنصر با دولت آراگون و چند دولت دیگر مسیحی از سر گرفته شد. دولت‌های مسیحیِ شرکت‌کننده در جنگ، بعد از جنگ دچار تفرقه شدند و در موضع ضعیفی نسبت به دولت حفصی قرار گرفتند. اما دولت سیسیل برقدرت طلبی خود پایدار ماند و گویا تنها دولتی که از این معاهده سود برد پادشاهی سیسیل بود.

در ارزشیابی مفاد این پیمان باید گفت که در ظاهر تأمین کنندهٔ بسیاری از منافع مالی دول مسیحی، اما به واقع منافع سیاسی آن مطلوب دولت حفصی بود و این نشان می‌دهد که مستنصر حفصی حاضر به پرداخت هزینهٔ مالی سنگین برای حفظ نوعی روابط پایدار سیاسی با دولت‌های فعال اروپایی، چون آراگون و کاستیل و جمهوری‌های جنوب ایتالیا بوده‌است. برونشویک هم تصریح می‌کند که: 
چون متن معاهده متضمن مسائل مالی بود و رنگ اقتصادی داشت، مستنصر حفصی به سرعت آن را پذیرفت.
 به هر حال برقراری دیپلماسی پایدار برپایه روابط تجاری دوستانه با دول اروپایی از پیروزی در یک جنگ نظامی بر این دول برای مستنصر حفصی از اهمیت بسیار بالاتری برخوردار بود.

## پیامد
بی‌نتیجه‌ماندن جنگ صلیبی هشتم، چنان‌که مورخ بزرگ معاصر آن، ابن خلدون، تصریح کرده‌است، وحشت و پراکندگی نیروهای صلیبی را به دنبال داشت. این جنگ مقارن با اعلام خلافت حفصی در نقطهٔ مهمی از غرب جهان اسلام و زمانی روی داد که همهٔ دول اسلامی مجاور، خلافت حفصی را به رسمیت شناختند. این اتحاد موقت مسلمانان، نیروهای صلیبی را مجبور ساخت تا حملهٔ یکپارچه ای را برای تصرف تونس هدایت کنند. شکست صلیبیون در جنگ هشتم، الگویی برای مقاومت دولت‌های مسلمان در برابر دول متجاوز مسیحی شد و نشان داد که اتحاد موقت مسلمانان نیز کارساز است. در غرب مسیحی هم شکست سیاست جنگ صلیبی را به همراه داشت که خود پایان جنگ‌های کلاسیک صلیبی محسوب می‌شد.
این مقاومت که ریشه‌های مردمی داشت و با رهبری شیوخ و متصوفهٔ بزرگ از اولیای مورد احترام مردم هدایت می‌شد، نیروی بی پایان مقاومت مردم مسلمان در شمال آفریقا را نشان داد و به جهان مسیحی فهماند که اسلام در شمال آفریقا ریشه دارد. به دنبال شکست لوئی، جهان مسیحیت ماتم گرفت و مسلمانان احساس آرامش کردند؛ بنابراین، در عرصهٔ بین‌المللی، ناکامی نیروهای صلیبی هشتم در رسیدن به اهداف واقعی خود، بزرگ‌ترین خسارت پایدار برای جهان مسیحیت و پیروزی ثمربخش برای مسلمانان بود.
علی‌رغم آن که مسلمانان هزینه‌های هنگفت مادی و معنوی بسیاری را تحمل کردند، شکست جنگ صلیبی هشتم و انعقاد پیمان صلح باعث رونق تجارت در مدیترانه شد. جمهوری‌های جنوب ایتالیا روابط تجاری گسترده‌ای را در شهرهای افریقیه برقرار ساختند. شکست سیاست‌های تسامح آمیز ابی عبداللّه مستنصر، خلیفهٔ دوم حفصی که زمینهٔ فریبکاری لوئی هفتم برای فریفتن سران دولت‌های مسیحی در حمله به تونس را فراهم آورده بود، از دیگر نتایج جنگ صلیبی هشتم بود. از مهم‌ترین نتایج این جنگ، روشن شدن این نکته بود که غرب مسیحی، دیگر اجازهٔ اتحاد مغرب بزرگ را نخواهد داد و با تمام وجود در برابر چنین اتحادی مقاومت خواهد کرد.

### پس از جنگ
پس از بسته‌شدن پیمان ترک مخاصمه میان صلیبیون و حفصیان، بیبرس که نیروی دریایی خود را از مصر به سمت تونس راهی کرده بود، در سال ۱۲۷۰ نیروهای دریایی خود را برای جنگ به قبرس فرستاد که حاکم آنجا در آن زمان پادشاه هیو سوم بود، اما ناوگان جنگی مصر به علت بادهای شدید در کناره جزیره درهم شکست. با این وجود، بیبرس برای پی‌گرفتن پیروزی‌های خود بر صلیبیون به سرزمین شام بازگشت و تصمیم او در جنگ با صلیبیون، پس از آگاهی از نتایج حمله هشتم صلیبی به تونس و شکست حمله دریایی به قبرس قوی‌تر شد. وی در سال ۱۲۷۰ پس از ۱۵ روز محاصره حصن‌الاکراد، از طریق امان بر آنجا چیره شد و سپس در آوریل ۱۲۷۰ بر قلعه عکا تسلط یافت.
در ۱۲۷۰، سلطان بیبرس، طرابلس را محاصره کرد، که امیر آنجا بوهموند ششم تقاضای صلح نمود. در اواخر رمضان ۶۶۹ / ۱۲۷۰ ادوارد در راس نیروی جنگی کوچک هزار نفر از جنگجویان صلیبی به عکا رسید و جنگ صلیبی نهم را آغاز کرد. وی از ایلخان ایران به رهبری اباقا خان در جنگ با مصر و شام مشارکت خواست. در آنجا بیبرس ناچار شد پیمان صلحی با بوهموند ششم، حاکم طرابلس ببندد. همچنین در ۲۲ آوریل ۱۲۷۱ با عکا پیمان صلحی بست. این صلح پس از شکست امیر ادوارد در ایجاد پیمانی مغولی - صلیبی و بازگشت به انگلستان بسته شد. این آخرین گروه جنگجویان صلیبی بودند که از اروپا به سوی سرزمین های شرقی جهان اسلام آمدند.
بعد از مرگ بوهموند ششم در ۱۰ مارس ۱۲۷۵، پسرش بوهموند هفتم پیمان صلح با بیبرس را در اواخر مه ۱۲۷۵ تجدید کرد. با عقد پیمان صلح با امیرنشین‌های بزرگ صلیبی، جنگ میان ممالیک و صلیبیون حدود ۱۴ سال متوقف شد. تا اینکه در سال ۱۲۸۵ جنگ بار دیگر در زمان منصور قلاوون آغاز شد و سرانجام در سال ۱۲۹۱، با بیرون صلیبیون در زمان اشرف خلیل، پسر منصور، با انقراض پادشاهی اورشلیم به پایان رسید.

## واژگان
1. ↑  Louis IX of France